# РК Партизан
РК Партизан је рукометни клуб из Београда и део је ЈСД Партизан. Тренутно се такмичи у Суперлиги Србије и ЕХФ Купу Европе. РК Партизан је 10 пута био првак државе, 12 пута је освојио национални куп, 3 пута је био победник домаћег суперкупа, а једном је освојио и зимско првенство бивше Југославије.

## Историја
Рукометни клуб Партизан је основан 1948. године, а оснивачи су били: Божа Шварц, Мариан Фландер, Артур Такач и Звонко Бенедиковић. Први тренер М. Фландер, оформио је екипу од ђака прве и друге мушке гимназије: Јанчић Богдан, Јанчић Бранко, Мијалковић Радомир, Петровић Цуки, Зечевић Драшко, Станкић Светислав, Тадић Душан, Ватовец Милан, Џепаровски Благоје, Милинковић Ђорђе, Јаношевић Василије, Шпет Александар, Славковић Љубомир, Анушић Душан, Миладиновић Влада, Димитријевић Душан, Кордић Љубомир, Назечић Салко и Миљан Миљанић (прослављени фудбалски тренер).
Прву утакмицу у великом рукомету: РК Партизан је одиграо са Радничким из Крагујевца. Коначан резултат био је 22:2 за РК Партизан.
Први капитен РК Партизан био је Богдан Јанчић.
На Божић 1957. године, РК Партизан почиње свој живот у малом рукомету.
Већ 29. новембра 1959. године, осваја се први велики трофеј Куп Југославије (у том тренутку клуб је био друголигаш).
РК Партизан је у финалу био бољи од Младости из Загреба. Резултат је био 10:8. Далеко најбољи играч финала је био Драган Мики Стевановић, стрелац 6 голова.
Састав освајача првог трофеја: Шулентић, Рабата, Јовановић, Стевановић, Хасанџекај, Јанчић, Вуковић, Клисић, Ерор, Мартинчевић, Радуловић, тренер: Радосав Мутић.
Време 60-их је време прве и друге лиге. У сезони 1965/66. рукометаши Партизана долазе до другог Купа Југославије. Овог пута у финалу је савладана РК Босна Сарајево, резултат прве утакмице је 14:9, реванш је одигран 25. маја (дан Младости) у Титовом Кумровцу, а резултат је био нерешен 11:11.
Убрзо након освајања националног купа Драган Мики Стевановић, постаје секретар клуба а за Партизан тада наступа и фудбалски голман Милутин Шошкић.
У овом периоду основан је и женски рукометни клуб.
70-те почињу врло успешно, РК Партизан у сезони 1971/72. осваја трећи Куп Југославије. Финале је одиграно у Сомбору, РК Партизан је савладао РК Црвенку са 18:14 (и овог пута клуб је био друголигаш). Наредне сезоне клуб се враћа у Прву лигу Југославије.
Године 1991. Рукометни клуб Партизан се враћа у Прву лигу. 90-те су обележене ратовима неоправданим и ничим изазваним санкцијама.
Маја 1993. године Рукометни клуб Партизан осваја шампионску титулу, по први пут постаје првак Југославије. Дуго ће се памтити три меча финала плеј-офа утакмице са Црвеном звездом. Поменућемо имена, освајача прве титуле: Ђорђић, Зурнић, Маглајлија, Ступар, Росић, Јовановић, Поповић, Перуничић, Рогановић, Пртина и Станковић са тренером Јовицом Елезовићем.
Највећи успех у европским такмичењима је учешће у полуфиналу ЕХФ Купа победника купова (1998/1999 и 2001/2002) и полуфиналу ЕХФ Челенџ купа (2010/2011) као и учешће у Лиги шампиона (1999/2000, 2003/2004, 2011/2012 и 2012/2013). Памте се легендарне утакмице у међународним такмичењима: Партизан - Нидервицбах, Партизан - Сиудад Реал и Партизан - Загреб.
Године 2007. РК Партизан је освојио први Куп Србије у рукомету. Завршница је организована у Крагујевцу, а у финалу РК Партизан је победио Југовић са 31:26. Састав: Марјанац, Ћирковић, Маркићевић, Радуловић, Станковић А., Стојковић, Вујадиновић, Радовановић, Митровић, Радосављевић М., Станковић Б., Милићевић, Беочанин, Мирковић, тренер: Никола Јевремовић.

## Успеси
| Такмичење                        | Такмичење                 | Број                      | Година                                                |                           |                           |
| Национално првенство — 10        | Национално првенство — 10 | Национално првенство — 10 | Национално првенство — 10                             | Национално првенство — 10 | Национално првенство — 10 |
| -------------------------------- | ------------------------- | ------------------------- | ----------------------------------------------------- | ------------------------- | ------------------------- |
| Првенство СР Југославије         | Првак                     | 6                         | 1992/93, 1993/94, 1994/95, 1998/99, 2001/02, 2002/03. |                           |                           |
| Првенство СР Југославије         | Други                     | 4                         | 1991/92, 1995/96, 2003/04, 2005/06.                   |                           |                           |
| Првенство Србије                 | Првак                     | 4                         | 2008/09, 2010/11, 2011/12, 2024/25.                   |                           |                           |
| Првенство Србије                 | Други                     | 5                         | 2006/07, 2012/13, 2020/21, 2021/22, 2022/23.          |                           |                           |
| Зимско национално првенство — 1  |                           |                           |                                                       |                           |                           |
| Зимско првенство СФР Југославије | Првак                     | 1                         | 1963.                                                 |                           |                           |
| Зимско првенство СФР Југославије | Други                     | 0                         |                                                       |                           |                           |
| Национални куп — 12 (рекорд)     |                           |                           |                                                       |                           |                           |
| Куп СФР Југославије              | Победник                  | 3                         | 1959, 1965/66, 1970/71.                               |                           |                           |
| Куп СФР Југославије              | Финалиста                 | 0                         | /                                                     |                           |                           |
| Куп СРЈ / СЦГ                    | Победник                  | 4                         | 1992/93, 1993/94, 1997/98, 2000/01.                   |                           |                           |
| Куп СРЈ / СЦГ                    | Финалиста                 | 3                         | 2002/03, 2003/04, 2005/06.                            |                           |                           |
| Куп Србије                       | Победник                  | 5                         | 2006/07, 2007/08, 2011/12, 2012/13, 2023/24.          |                           |                           |
| Куп Србије                       | Финалиста                 | 2                         | 2008/09, 2024/25.                                     |                           |                           |
| Национални суперкуп — 3          |                           |                           |                                                       |                           |                           |
| Суперкуп Србије                  | Победник                  | 3                         | 2009, 2011, 2012.                                     |                           |                           |
| Суперкуп Србије                  | Финалиста                 | 2                         | 2013, 2024.                                           |                           |                           |
| Континентална такмичења          |                           |                           |                                                       |                           |                           |
| ЕХФ Куп победника купова         | Победник                  | 0                         | /                                                     |                           |                           |
| ЕХФ Куп победника купова         | Финалиста                 | 0                         | /                                                     |                           |                           |
| ЕХФ Куп победника купова         | Полуфинале                | 2                         | 1998/99, 2001/02.                                     |                           |                           |
| ЕХФ Челенџ куп                   | Победник                  | 0                         | /                                                     |                           |                           |
| ЕХФ Челенџ куп                   | Финалиста                 | 0                         | /                                                     |                           |                           |
| ЕХФ Челенџ куп                   | Полуфинале                | 1                         | 2010/11.                                              |                           |                           |
| Остала такмичења                 |                           |                           |                                                       |                           |                           |
| Трофеј Добоја                    | Победник                  | 2                         | 1998, 2004.                                           |                           |                           |
| Трофеј Добоја                    | Финалиста                 | 1                         | 1999.                                                 |                           |                           |
| ТВ турнир шампиона               | Победник                  | 2                         | 1993, 1994.                                           |                           |                           |
| ТВ турнир шампиона               | Финалиста                 | 1                         | 1995.                                                 |                           |                           |

## Новији резултати
| Сезона   | Првенство Србије | Куп Србије    | Регионално такмичење               | Европско такмичење              |
| -------- | ---------------- | ------------- | ---------------------------------- | ------------------------------- |
| 2020/21. | 2. место         | Осмина финала | —                                  | —                               |
| 2021/22. | 2. место         | Четвртфинале  | СЕХА лига — Групна фаза            | Куп Европе — Шеснаестина финала |
| 2022/23. | Финалиста        | Полуфинале    | СЕХА лига — Фајнал фор (прекинуто) | Куп Европе — Шеснаестина финала |
| 2023/24. | 3. место         | Победник      | —                                  | Куп Европе — Друга рунда        |
| 2024/25. | Првак            | Финалиста     | —                                  | Куп Европе — Четвртфинале       |

## Бивши играчи
| - Богдан Јанчић - Радомир Мијалковић - Бранко Јанчић - Цуки Петровић - Драшко Зечевић - Светислав Станкић - Душан Тадић - Милан Ватовец - Благоје Џепаровски - Ђорђе Милинковић - Василије Јаношевић - Александар Шпет - Љубомир Славковић - Душан Анушић - Владан Димитријевић - Љубомир Кордић - Салко Назечић - Душан Димитријевић - Миљан Миљанић - Миодраг Рабата - Абас Арсланагић - Драган Стевановић - Борис Костић - Драган Станић - Младен Симиџија - Ваља Симиџија - Боривоје Станковић - Александар Клисић - Крунослав Доган - Јосип Главаш - Добривоје Селец - Влатко Мартинчевић - Боривоје Петковић - Бранислав Петковић - Радивоје Диклић - Душан Стојановић - Часлав Грубић - Милан Калина - Радивоје Кривокапић - Владимир Циндрић - Славољуб Чех - Зоран Јовановић - Милош Арсенијевић - Марко Поповић - Слободан Милосављевић - Слободан Бошковић - Станоје Шелмић - Драган Чамбер - Миодраг Вујадиновић - Владимир Осмајић - Драган Суџум - Радивоје Ристановић - Алем Тоскић - Урош Митровић - Александар Станојевић - Божидар Маркићевић - Милутин Богдановић - Ратко Ђурковић - Младен Ивановић - Томислав Стојковић - Ђорђе Радовановић - Борис Ковић - Саво Мештер - Миралем Бећировић - Вук Лазовић - Марко Пантелић - Дејан Унчанин - Немања Илић - Виктор Матичић - Зоран Ђорђић - Иван Ђурковић - Небојша Баровић - Александар Кнежевић - Милош Живојиновић - Вељко Милошевић - Милош Ивошевић - Лука Минић - Миломир Радовановић - Петар Ерор - Владислав Росић - Горан Поповић - Слободан Минић | - Слободан Чичановић - Милан Томаш - Саша Јеличић - Влајко Бранковић - Зоран Падежанин - Миле Малешевић - Часлав Динчић - Ненад Грубић - Предраг Грубић - Дејан Лукић - Станко Каписода - Миленко Тодоровић - Слободан Копривица - Боривоје Ђукановић - Жељко Савић - Милан Станковић - Горан Стојановић - Ненад Дамјановић - Ненад Пуљезевић - Владимир Мандић - Саша Видимлић - Михаило Радосављевић - Милош Милинић - Бранко Радановић - Стефан Алчаковић - Стојан Радановић - Бошко Маринковић - Милош Костадиновић - Бојан Бутулија - Стеван Кладарин - Ставро Рашковић - Богдан Радивојевић - Владан Матић - Срђан Јовановић - Зоран Мартиновић - Борко Ђорђевић - Петар Каписода - Милан Ћоровић - Иван Анић - Немања Љубеновић - Горан Симић - Дамир Хасановић - Драган Марјанац - Владимир Абаџић - Никола Аџић - Бећир Хасанџекај - Божидар Ђурковић - Бранко Падежанин - Драган Зурнић - Милан Вукас - Душан Томић - Саша Ђукић - Радован Томић - Бобан Кнежевић - Марко Ковачевић - Владимир Петровић - Предраг Вујадиновић - Александар Станковић - Ђорђе Пешић - Страхиња Милић - Душан Милићевић - Раде Мијатовић - Љубомир Јовановић - Милош Савић - Марко Павловић - Вук Милошевић - Милан Рашић - Стефан Бабић - Јован Ковачевић - Ђуро Капа - Никола Марковић - Дејан Васић - Слободан Павић - Никола Лазић - Стефан Радоничић - Владимир Вуковић - Петар Жујовић - Небојша Лончаревић - Александар Јеркан - Тони Василев - Зоран Томић - Саша Вуковић | - Бошко Вуковић - Мирко Кораћ - Мирко Вујковић - Милан Павловић - Предраг Милетић - Слободан Маринковић - Предраг Перуничић - Зоран Станковић - Сењанин Маглајлија - Дамир Радончић - Недељко Јовановић - Драшко Пртина - Горан Ступар - Миодраг Јеличић - Михајло Обрадовић - Радован Рогановић - Музафер Хаџиабдић - Никола Еклемовић - Бранко Кокир - Саша Дакић - Блажо Лакић - Јован Поповић - Стево Никочевић - Младен Бојиновић - Игор Максимовић - Бојан Унчанин - Предраг Ивковић - Срђан Ђорђевић - Југослав Рамић - Владица Стојановић - Владимир Самарџић - Ђорђе Ћирковић - Драган Максовић - Иван Дреновац - Зоран Рогановић - Растко Стојковић - Горан Цмиљанић - Саша Маријанац - Владимир Анђелић - Ненад Маленчић - Илија Абутовић - Станислав Тутић - Бојан Скоко - Урош Елезовић - Марио Блажевић - Ненад Радосављевић - Драган Тубић - Душан Беочанин - Никола Шљиванчанин - Горан Стевановић - Бојан Стефановић - Драган Момић - Иван Станковић - Дане Шијан - Ненад Максић - Владан Красавац - Мирко Милошевић - Мијајло Марсенић - Обрад Радуловић - Братислав Станковић - Владимир Матовић - Александар Благојевић - Милан Мирковић - Огњен Кајганић - Ђорђе Голубовић - Бојан Томић - Дамјан Блечић - Ђорђе Михаиловић - Вања Илић - Никола Џамић - Крсто Милошевић - Никола Потић - Блажо Лисичић - Михаило Радовановић - Александар Радовановић - Александар Пилиповић - Драшко Ненадић - Богдан Огризовић - Милан Ћућуз - Иван Димитријевић - Mилорад Симић - Виктор Шулентић |

## Бивши тренери
| - Маријан Фландер - Радосав Мутић - Срђан Праљак - Вилим Тичић - Петар Ерор - Зоран Пантазис - Драган Стевановић - Петар Лазаревић - Коста Веселиновић - Витомир Арсенијевић - Влатко Мартинчевић - Владимир Циндрић - Војислав Малешевић - Никола Вучинић - Миодраг Савић - Момчило Јовановић - Радомир Диклић - Милан Томаш - Ђорђе Вучинић - Василије Ђокић - Михајло Обрадовић - Бранислав Петковић - Касим Каменица - Јовица Елезовић - Предраг Хаџистевић | - Миле Исаковић - Радомир Шарац - Никола Аџић - Љубомир Обрадовић - Душан Медић - Јездимир Станковић - Златан Арнаутовић - Веселин Вујовић - Бранко Штрбац - Бранислав Покрајац - Миле Малешевић - Раде Унчанин - Вук Рогановић - Зоран Куртеш - Марко Исаковић - Часлав Динчић - Никола Јевремовић - Зоран Ивић - Саша Бошковић - Александар Брковић - Ненад Максић - Бојан Бутулија - Жељко Радојевић - Дарио Кржељ |